# NSWRL 1965
Die NSWRL 1965 war die 58. Saison der New South Wales Rugby League Premiership, der ersten australischen Rugby-League-Meisterschaft. Den ersten Tabellenplatz nach Ende der regulären Saison belegten die St. George Dragons. Diese gewannen im Finale 12:8 gegen die South Sydney Rabbitohs und gewannen damit die NSWRL zum zehnten Mal in Folge und zum zwölften Mal insgesamt.

## Tabelle
|      | Team                          | Spiele | Siege | Unent. | Ndlg. | Spiel- punkte | Diff. | Tabellen- punkte |
| ---- | ----------------------------- | ------ | ----- | ------ | ----- | ------------- | ----- | ---------------- |
| 01.  | St. George Dragons            | 18     | 15    | 0      | 3     | 394:142       | + 252 | 30               |
| 02.  | North Sydney Bears            | 18     | 11    | 2      | 5     | 318:218       | + 100 | 24               |
| 03.  | Parramatta Eels               | 18     | 11    | 1      | 6     | 243:220       | + 23  | 23               |
| 04.  | South Sydney Rabbitohs        | 18     | 11    | 0      | 7     | 227:205       | + 22  | 22               |
| 05.  | Balmain Tigers                | 18     | 10    | 1      | 7     | 223:211       | + 12  | 21               |
| 06.  | Newtown Jets                  | 18     | 8     | 3      | 7     | 212:210       | + 2   | 19               |
| 07.  | Manly-Warringah Sea Eagles    | 18     | 6     | 0      | 12    | 228:235       | - 7   | 12               |
| 08.  | Western Suburbs Magpies       | 18     | 6     | 0      | 12    | 181:244       | - 63  | 12               |
| 09.  | Canterbury-Bankstown Bulldogs | 18     | 5     | 0      | 13    | 194:331       | - 137 | 10               |
| 010. | Eastern Suburbs               | 18     | 3     | 1      | 14    | 149:353       | - 204 | 7                |

## Playoffs

### Ausscheidungs/Qualifikationsplayoffs
| 28. August | South Sydney Rabbitohs | 17 : 2 | Parramatta Eels | Sydney Cricket Ground, Sydney Zuschauer: 54.626 Schiedsrichter: Col Pearce |
| 28. August | (7:2) Bericht          |        |                 | Sydney Cricket Ground, Sydney Zuschauer: 54.626 Schiedsrichter: Col Pearce |

| 4. September | St. George Dragons | 47 : 7 | North Sydney Bears | Sydney Cricket Ground, Sydney Zuschauer: 38.944 Schiedsrichter: Col Pearce |
| 4. September | Bericht            |        |                    | Sydney Cricket Ground, Sydney Zuschauer: 38.944 Schiedsrichter: Col Pearce |

### Halbfinale
| 11. September | South Sydney Rabbitohs | 14 : 9 | North Sydney Bears | Sydney Cricket Ground, Sydney Zuschauer: 36.695 Schiedsrichter: Col Pearce |
| 11. September | (11:5) Bericht         |        |                    | Sydney Cricket Ground, Sydney Zuschauer: 36.695 Schiedsrichter: Col Pearce |

### Grand Final
| 18. September | St. George Dragons                                                           | 12 : 8        | South Sydney Rabbitohs                 | Sydney Cricket Ground, Sydney Zuschauer: 78.056 Schiedsrichter: Col Pearce |
| 18. September | Versuche: King, Smith Erhöhungen: Langlands (2/2) Straftritte: Langlands (1) | (5:4) Bericht | Straftritte: Longbottom (3), Simms (1) | Sydney Cricket Ground, Sydney Zuschauer: 78.056 Schiedsrichter: Col Pearce |

| 1  | Graeme Langlands |
| 2  | Eddie Lumsden    |
| 3  | Reg Gasnier      |
| 4  | Billy Smith      |
| 5  | Johnny King      |
| 6  | Brian Clay       |
| 7  | George Evans     |
| 8  | Robin Gourley    |
| 9  | Ian Walsh        |
| 10 | Kevin Ryan       |
| 11 | Elton Rasmussen  |
| 12 | Norm Provan      |
| 13 | Johnny Raper     |

| 1  | Kevin Longbottom |
| 2  | Eric Simms       |
| 3  | Arthur Branighan |
| 4  | Bob Moses        |
| 5  | Michael Cleary   |
| 6  | Jimmy Lisle      |
| 7  | Ivan Jones       |
| 8  | Jim Morgan       |
| 9  | Fred Anderson    |
| 10 | John O’Neill     |
| 11 | Robert McCarthy  |
| 12 | John Sattler     |
| 13 | Ron Coote        |